# Stade soussien
 (avril 2023).
Si vous disposez d'ouvrages ou d'articles de référence ou si vous connaissez des sites web de qualité traitant du thème abordé ici, merci de compléter l'article en donnant les références utiles à sa vérifiabilité et en les liant à la section « Notes et références ».
Maillots
Le Stade soussien (arabe : الملعب السوسي) est un club tunisien de football fondé en 1949 et basé dans la ville de Sousse.

## Histoire
Fondé par un groupe de passionnés de la médina de Sousse, il est alors dirigé par Ahmed Mechmeche.
Mustapha Amara rejoint ce cercle quelque temps après sa fondation. Il joue d'ailleurs, grâce à ses relations avec Mustapha Zerida, un rôle prépondérant dans l'acquisition du terrain « Camp Zaouiet » aménagé par des jeunes du quartier El Amarine. Ces derniers vont constituer le premier contingent de joueurs stadistes entraînés par un ancien joueur de l'Étoile sportive du Sahel Slaiem Bel Haj Ali. Le Stade soussien obtient son visa en 1949 et, après avoir passé la saison 1956-1957 en seconde division, connaît l'élite pour la première fois de son histoire une année après (saison 1957-1958).
Outre son dirigeant emblématique et père spirituel Amara, le Stade soussien connaît plusieurs présidents parmi lesquels on peut citer Mechmeche, Mohamed Zorgati, Hamed Karoui, Hafedh Tarmiz, Mohamed Laatoui et enfin Kamel Ghannouchi qui veille aux destinées du club vert et blanc depuis 1986.
Les joueurs qui font les beaux jours du Stade soussien sont nombreux : Mohamed Ayachi, Hamadi Brahem, Hamadi Khouaja, Alaya Ben Hassine, Amor Meziene, Ammar Ben Ahmed, Lazhar Chetali, Hédi Ayache, Fathy Eltaief, les frères Jemmali, Nizar Chaabene, les frères Bouslama, Mohamed Badri, Abdelfatah Elgharbi, Abderrazak Kalfallah, Moncef El Sayeh, Moustapha El Hachfi, Ridha El Sayeh, etc.
À la suite de la dissolution de l'Étoile sportive du Sahel en mars 1961, les dirigeants du Stade soussien, et à leur tête Amara, acceptent avec beaucoup d'enthousiasme l'adhésion des joueurs étoilés au club. Ces derniers, main dans la main avec les joueurs stadistes, terminent la saison 1961-1962 à la seconde place en championnat et finaliste en coupe de Tunisie.
Le dernier exercice du club en première division, après avoir remporté l'édition 1995-1996 de la deuxième division, remonte à l'édition 1996-1997, qui coïncide avec la consécration de l'Étoile sportive du Sahel comme champion national.
Les années passent et la situation du Stade soussien ne s'améliore guère. Le club termine la saison 2005-2006 au milieu du tableau de la poule centre du championnat amateurs (qui correspond à la quatrième division en termes footballistiques traditionnels). À l'issue de la saison 2008-2009, il descend en division régionale mais retrouve rapidement sa place en championnat amateurs. Il est à nouveau relégué en 2012 mais réussit son retour en Ligue III sans réussir à s'y maintenir.

## Palmarès
| National |
| --- |
| - Championnat de Tunisie D2 (1) - Vainqueur : 1996 - Coupe Hédi Chaker (1) : - Vainqueur : 1962 - Coupe de Tunisie : - Finaliste : 1962 |

## Personnalités

### Présidents
- 1957-1958 : Ahmed Zorgati
- 1958-1959 : Anène Babbou
- 1959-1960 : Slaïem Belhaj Ali
- 1960-1961 : Mohamed Boudhri
- 1961-1962 : Ali Okbi (Hamed Karoui vice-président)
- 1962-1964 : Néjib Mourali
- 1964-1965 : Hafedh Tarmiz
- 1965-1986 : Mohamed Laatoui
- 1986-1986 : Laaroussi Fetoui
- 1986-2011 : Kamel Ghannouchi
- 2012-2014 : Naceur Belhaj Ali
- 2014-2015 : Abdelmajid Smida
- 2015-202.. : Ilyes Ben Slimane

### Entraîneurs
- Abdelhamid Belal (1955-1956)
- Slaiem Belhaj Ali (1956-1959)
- René Polia (1959-1960)
- Mustapha Amara (1960-1961)
- Bozidar Drenovac (1961-1962)
- Jules Mathé (1962-1963)
- Gricic Lenko (1963-1967)
- Ammar Ben Ahmed (1967-1970)
- Mohamed Ben Afia (1970)
- Kamel Daaloul (1971)
- Ammar Ben Ahmed (1971-1972)
- Ridha Sayeh (1972-1973)
- Ridha Denguezli (1973-1974)
- Hamadi Khouaja (1974-1975)
- Ammar Ben Ahmed (1975-1976)
- Mohamed Ben Afia (1976-1977)
- Habib Mougou (1977-1978)
- Moncef Sayeh (1978-1979)
- Habib Chouba (1979-1981)
- Raouf Ben Amor (1981-1982)
- Ammar Ben Ahmed (1982-1983)
- Raouf Ben Amor (1983-1984)
- Tamares[Qui ?] (1984)
- Hamadi Gabsi (1984-1988)
- Vassil Romanov (1988-1989)
- Habib Chouba (1989-1991)
- Mohsen Habacha (1991)
- Raouf Ben Amor (1992)
- Mahjoub[Qui ?] et Abboud[Qui ?] (1992)
- Ridha El May (1992-1993)
- Habib Chouba (1993-1995)
- Hassen Mehri (1995-1996)
- Slim Zlitni (1996)
- Khaled Hosni (1997)
- Omar Meziane (1997)
- Noureddine Laabidi (1997)
- Kamel Fekih (1998)
- Noureddine Gharsalli (1998)
- Hassen Oueslati (1999-2000)
- Manislav[Qui ?] (2000)
- Habib Chouba (2001)
- Hassen Oueslati (2002-2003)
- Fethi Ben Ghanem (2003-2004)
- Ahmed Badreddine (2004)
- Noureddine Gharsalli (2004)
- Ahmed Badreddine (2005)
- Noureddine Gharsalli (2005)
- Kamel Fekih (2006)
- Mohamed Abed (2006-2007)
- Noureddine Gharsalli (2007)
- Mohamed Abed (2008-2009)
- Sabri Njah (2009-2012)
- Badiss Berrabeh (2012)
- Rafik Ayeche (2012)
- Badr Ben Nasr (2012-2013)
- Lotfi Saidana (2014)
- Sabri Njah (2014-2015)
- Mohamed Ben Mansour (2015-2016)
- Sami Ben Messaoud (2016-2018)